# PLOS ONE
PLOS ONE (bis Mitte 2012 PLoS ONE) ist eine internationale, multidisziplinäre Online-Fachzeitschrift der Public Library of Science (PLOS). 
Eine Besonderheit ist, dass die Zeitschrift zahlreiche Fachrichtungen abdeckt und Einreichungen nur nach ihrer wissenschaftlichen und methodischen Qualität, aber nicht nach  Kriterien wie Originalität oder Neuartigkeit beurteilt. Die 2006 gegründete Zeitschrift gilt damit als das erste sogenannte „Megajournal“. An seinem Höhepunkt im Jahr 2013 publizierte PLOS ONE mehr als 30.000 Artikel und war damit die größte wissenschaftliche Zeitschrift der Welt. Diese blieb es trotz eines Rückgangs an Publikationen bis 2017, als es von Scientific Reports überholt wurde.
Die Werke stehen unter der Lizenz Creative Commons Attribution (CC-BY).
Nach Aussage der Zeitschrift erfolgt der Peer-Review durch Experten.
Der Journal Impact Factor lag im Jahr 2018 bei 2,740, damit lag das Journal beim Impact Factor auf Rang 27 von insgesamt 71 wissenschaftlichen Zeitschriften in der Kategorie multidisziplinäre Wissenschaft.